# Aruba ai Giochi della XXXIII Olimpiade
Aruba ha partecipato ai Giochi della XXXIII Olimpiade, svoltisi a Parigi dal 26 luglio all'11 agosto 2024, con una delegazione di 6 atleti, 4 uomini e 2 donne, in 4 discipline.

## Delegazione
| Sport    | Uomini | Donne | Totale |
| -------- | ------ | ----- | ------ |
| Ciclismo | 0      | 1     | 1      |
| Nuoto    | 1      | 1     | 2      |
| Tiro     | 1      | 0     | 1      |
| Vela     | 2      | 0     | 2      |
| Totale   | 4      | 2     | 6      |

## Risultati

### Ciclismo

#### BMX
| Atleta          | Evento        | Quarti di finale | Quarti di finale | Semifinale      | Semifinale      | Finale          | Finale          |
| Atleta          | Evento        | Punti            | Classifica       | Punti           | Classifica      | Punti           | Classifica      |
| --------------- | ------------- | ---------------- | ---------------- | --------------- | --------------- | --------------- | --------------- |
| Shanayah Howell | BMX femminile | 23               | 23ª              | Non qualificata | Non qualificata | Non qualificata | Non qualificata |

### Nuoto
| Atleta           | Evento            | Batterie | Batterie  | Semifinali      | Semifinali      | Finale          | Finale          |
| Atleta           | Evento            | Tempo    | Posizione | Tempo           | Posizione       | Tempo           | Posizione       |
| ---------------- | ----------------- | -------- | --------- | --------------- | --------------- | --------------- | --------------- |
| Mikel Schreuders | 50 m stile libero | 22"14    | 26º       | Non qualificato | Non qualificato | Non qualificato | Non qualificato |
| Chloë Farro      | 50 m stile libero | 26"49    | 32ª       | Non qualificata | Non qualificata | Non qualificata | Non qualificata |

### Tiro a segno/volo
| Atleta        | Evento                              | Qualificazione | Qualificazione | Semifinale      | Semifinale      | Finale          | Finale          |
| Atleta        | Evento                              | Punteggio      | Classifica     | Punteggio       | Classifica      | Punteggio       | Classifica      |
| ------------- | ----------------------------------- | -------------- | -------------- | --------------- | --------------- | --------------- | --------------- |
| Philip Elhage | Pistola 10m aria compressa maschile | 554            | 33º            | Non qualificato | Non qualificato | Non qualificato | Non qualificato |

### Vela
| Atleta        | Evento          | Regata | Regata | Regata | Regata | Regata | Regata | Regata | Regata | Regata | Regata | Regata | Regata | Regata | Regata | Regata          | Regata          | Punteggio Totale | Punteggio Netto | Classifica |
| Atleta        | Evento          | 1      | 2      | 3      | 4      | 5      | 6      | 7      | 8      | 9      | 10     | 11     | 12     | 13     | QF     | SF              | M               | Punteggio Totale | Punteggio Netto | Classifica |
| ------------- | --------------- | ------ | ------ | ------ | ------ | ------ | ------ | ------ | ------ | ------ | ------ | ------ | ------ | ------ | ------ | --------------- | --------------- | ---------------- | --------------- | ---------- |
| Ethan Westera | IQFoil maschile | 11     | 12     | 12     | 17     | 10     | 13     | 8      | 11     | 3      | 6      | 8      | 2      | 7      | 5      | Non qualificato | Non qualificato | 125              | 95              | 8º         |

| Atleta           | Evento          | Regata | Regata | Regata | Regata | Regata | Regata | Regata | Regata | Regata | Regata | Regata | Punteggio Netto | Classifica |
| Atleta           | Evento          | 1      | 2      | 3      | 4      | 5      | 6      | 7      | 8      | 9      | 10     | M      | Punteggio Netto | Classifica |
| ---------------- | --------------- | ------ | ------ | ------ | ------ | ------ | ------ | ------ | ------ | ------ | ------ | ------ | --------------- | ---------- |
| Just van Aanholt | ILCA 7 maschile | 26     | 39     | 25     | 24     | 34     | 10     | 23     | 36     | N.D.   | N.D.   | EL     | 178             | 33º        |